# Manjula Vijayakumar
Manjula Vijayakumar (ur. 9 września 1953, zm. 23 lipca 2013) – indyjska aktorka.
Debiutowała w 1969, w Shanthi Nilayam. Po raz pierwszy główną rolę zagrała w Rickshawkaran (1971). Wystąpiła łącznie w przeszło stu filmach, w językach tamilskim, telugu i kannada. Partnerowała między innymi M.G. Ramachandranowi, Sivajiemu Ganesanowi, N.T. Ramie Rao, Akkineni Nageswarze Rao i Vishnuwardhanowi.